# Meioneta uzbekistanica
Meioneta uzbekistanica là một loài nhện trong họ Linyphiidae.
Loài này thuộc chi Meioneta. Meioneta uzbekistanica được Andrei V. Tanasevitch miêu tả năm 1984.